# ノムシタケ科
ノムシタケ科はフンタマカビ綱ボタンタケ目に属する菌類の科。昆虫寄生菌が多く含まれており、広義の冬虫夏草として知られているものも多い。

## 下位分類
2014年末の時点で編纂されたOutline of Sordariomycetesによると以下の属が含まれる。
- Akanthomyces
- Ascopolyporus
- Beauveria
- Cordyceps
- Gibellula
- Granulomanus
- Hyperdermium
- Isaria
- Lecanicillium
- Microhilum
- Simplicillium
- Syspastospora
- Torrubiella

## 歴史
バッカクキン科は植物病原性や昆虫病原性など多様な糸状菌を含むことで知られてきたが、21世紀になると分子系統解析によってこの科の多系統性が指摘され、2007年にバッカクキン科、ノムシタケ科、オフィオコルジケプス科の3科に分割された。設立当初はCordyceps、Ascopolyporus、Hyperdermium、Torrubiellaの4属から成っていたが、真菌全体の系統関係が見直される中で上記13属が枠組みとして提唱された。